# Народна библиотека Србац
Народна библиотека Србац је јавна библиотека, уједно и централна библиотека у општини Србац. Народна библиотека налази се у улици Моме Видовића 11, смјештена је на 126 метара квадратних. Библиотека располаже са разноврсним књижним фондом од 25.890 инвентарисаних књига.

## Организација
- Одјељење набавке и обраде књижног фонда
- Информативно- позајмно одјељење
- Одјељење за културно- образовне активности
- Дјечије одјељење